# 海洋花園瞭望台 (巴士總站)
海洋花園瞭望台（葡萄牙語：Terraço Panorâmico dos Jardins do Oceano），是位於澳門氹仔花園街的一個終點站，新福利15、34路線以該站為終點站；新福利15S路線以本站為落客站；澳巴35路線途經此站。

## 歷史
- 1994年，34路線（原新福利11路線）路線重組，以本站為總站。

- 1998年5月8日，35路線開設，以本站為總站。

- 2009年10月18日，交通事務局進行第三階段巴士路線調整，36路線開設，以本站為總站。[1]

- 2012年6月1日，35、36路線總站由本站遷至「蘇利安圓形地」站，35路線仍會途經本站，而36取消停靠本站。[2]

- 2023年9月1日，配合九澳村居民及學童的出行需要，15S路線開設，以本站為落客站。[3][4][5]

## 設施
- 兩個候車亭
- 兩個澳門電訊電話亭
- 新福利站長室

## 路線資料

### 終點站路線資料
| 新福利 | 15 | 海洋花園 | ↺ 九澳村 | - 海洋花園（海洋廣場、衛生中心）（ 輕軌海洋站） - 柯維納馬路及南新花園（ 輕軌馬會站） - 華寶及花城 - 氹仔嘉樂庇馬路（茵景園、大潭山壹號） - 路氹連貫公路（新濠天地、倫敦人、巴黎人花園） - 蓮花路停車場（ 輕軌蓮花站） - 石排灣（公屋群及郊野公園） - 路環（警察訓練營、市區、少年感化院） - 竹灣（燒烤公園、海灘、豪園） - 海蘭花園 - 黑沙（海灘、黑沙村、郊野公園、鷺環海天酒店） - 九澳（郊野公園、懲教局、九澳聖若瑟學校） |
| 新福利 | 34 | 海洋花園 | 青洲坊   | - 海洋花園（海洋廣場、衛生中心）（ 輕軌海洋站） - 柯維納馬路及南新花園（ 輕軌馬會站） - 華寶及花城 - 湖畔大廈 - 海灣花園（海城閣） - 黑沙環（廣華、東華、望善樓、龍園） - 祐漢（馬場海邊馬路） - 台山（巴波沙、牧場街） |

### 中途站路線資料
| 澳巴 | 35 | 蘇利安圓形地 | ↺ 澳門協和醫院 輕軌協和醫院站 | - 氹仔市區（宋玉生博士圓形地、大中華廣場、泉裕） - 湖畔大廈及湖畔公園 - 澳門運動場（ 輕軌運動場站） - 望德聖母灣（ 輕軌排角站） - 偉龍馬路（土木工程實驗室） - 機場貨運站（ 輕軌科大站） - 駕考中心 - 機場大馬路（輕軌車廠） - 上葡京及葡京人 - 蓮花路（路環發電廠） |

## 鄰近公共運輸站
T334 海洋花園／紫荊苑（Jardims do Oceano / Balhina Court）
路線：26、35、36、52、MT2、MT4、N5
T335 海洋廣場（Plaza Oceano）
路線：11、15、26、34、36、71、MT2、MT4、N5

## 外部連結
- 新福利官方網站 （繁體中文） （页面存档备份，存于）
- 澳巴官方網站 （繁體中文） （页面存档备份，存于）